# 2 de 9 amb folre
|  | Aquest article tracta sobre el 2 de 9 sense manilles. Vegeu-ne altres significats a «2 de 9 amb folre i manilles». |

El 2 de 9 amb folre o torre de 9 amb folre (o en conseqüència, sense manilles), és un castell de gamma extra de 9 pisos d'alçada amb dues persones per pis, reforçat amb una estructura suplementària (folre) en el pis de segons.
La principal dificultat d'aquest castell en comparació amb el 2 de 9 amb folre i manilles rau en el fet que aquesta construcció, amb aquesta alçada i estructura, gairebé sempre es fa amb el suport de les manilles al pis de terços. En aquest cas, fer-lo sense aquest reforç esdevé un castell molt més complicat. Segons la taula de puntuacions del concurs de castells de Tarragona del 2010 va ser considerat el castell més difícil carregat fins aquell moment. Posteriorment ha estat superat, si s'utilitza la taula de puntuacions dels concursos de 2020 i de 2022, pel 3 de 9 sense folre carregat l'any 2019 i pel pilar de 9 amb folre, manilles i puntals, carregat l'any 2022.

## Història
El 2 de 9 amb folre és un castell inèdit als segles xix i xx. El primer intent d'aquest castell el va dur a terme la Colla Vella dels Xiquets de Valls, a la cinquena ronda del XIX Concurs de castells de Tarragona, l'any 2002. El castell no havia estat assajat específicament, però valent-se de l'assaig del 2 de 8 net que també intentaren anteriorment, arribaren a col·locar dosos abans de trencar-se. No es tornà a provar, de nou sense èxit, fins a la diada de Tots Sants del 2004 per part dels Castellers de Vilafranca. En aquest cas uns moments de dubtes de l'enxaneta amb aixecador col·locat hipotecaren l'intent, quan tot indicava que el castell es podia carregar.
El primer carregat a la història es va poder veure per la diada de Sant Fèlix del 2005, el 30 d'agost a la plaça de la Vila de Vilafranca del Penedès, per part dels Castellers de Vilafranca. Aquest primer dos de 9 amb folre carregat va ser assolit abans que s'hagués descarregat mai el castell immediatament inferior, el 2 de 8 sense folre. Per això, els Castellers de Vilafranca van fer una prova d'aquest mateix castell inferior però d'extrema dificultat, en un assaig amb xarxa, aconseguint carregar-lo. Aquest fet, absolutament excepcional, s'afegeix a la història d'aquest 2 de 9 amb folre, atès que fins aquell moment el 2 de 8 sense folre només s'havia carregat en sis ocasions al llarg de la història moderna dels castells. Per la diada de Tots Sants del mateix any el tornaren a afrontar, en una diada on també intentaren el 3 de 9 net. Tanmateix el castell es precipità quan tot just s'havia col·locat l'aixecador.
Una vegada descarregat el castell inferior, els verds se'l tornaren a proposar per la temporada 2011. El primer intent fou per Sant Fèlix on sorprenentment el castell caigué quan entraven dosos. Això no obstant, la mateixa colla carregava el 2 de 9 amb folre per segona vegada en la diada de Tots Sants del 2011, a Vilafranca del Penedès, en l'última actuació del mandat de David Miret com a cap de colla. El mateix resultat obtingué l'intent de l'any següent, on sota el lideratge de Pere Almirall carregaren el monstre per tercera vegada; en el marc de la nova millor actuació de tots els temps, on a més hi completaren el 4 de 9 net. Nogensmenys la torre es trencà per dalt i es resisteix a ser descarregada.
En la diada de Santa Úrsula de 2018 la Colla Vella tornà a intentar el castell. La Colla havia descarregat per primera vegada el 2 de 8 net a Vilallonga aquest any i sumava la xifra de quatre 2 de 8 nets descarregats durant aquell curs. Malgrat això el castell es precipità amb l'aixecadora col·locada i l'enxaneta a dosos quedant amb intent.

### Cronologia
La següent taula mostra una cronologia dels intents de 2 de 9 amb folre fets fins a l'actualitat. Hi figuren les colles que l'han intentat, la data, la diada, la plaça, el resultat del castell, els altres castells intentats en l'actuació i un comentari de cada una de les temptatives.
| \| Núm. \| Colla \| Data \| Diada \| Plaça \| Resultat \| Actuació \| Notes \| \| \| ---- \| --------------------------------- \| --------------------- \| ------------------------------------ \| ---------------------------------------- \| -------- \| ------------------------------------------------------ \| ------------------------------------------------------------------------------------------------------------------------------------------------ \| \| \| 1 \| Colla Vella dels Xiquets de Valls \| 6 d'octubre de 2002 \| XIX Concurs de castells de Tarragona \| Plaça de braus, Tarragona \| Intent \| 4de9fp(c), 5de9f, 2de8sf(i), 2de9sm(i) \| Primer intent de 2de9sm de la història. Primer intent de 2de9sm de la Colla Vella dels Xiquets de Valls. Primer intent de 2de9sm a Tarragona. \| \| \| 2 \| Castellers de Vilafranca \| 1 de novembre de 2004 \| Diada de Tots Sants \| Plaça de la Vila, Vilafranca del Penedès \| Intent \| Tde9f(i), 4de9f(id), 4de9f, Tde9fm, Pde8fm(i), Pde5 \| Primer intent de Td9f dels Castellers de Vilafranca. Primer intent de Tde9f a Vilafranca del Penedès. \| \| \| 3 \| Castellers de Vilafranca \| 30 d'agost de 2005 \| Diada de Sant Fèlix \| Plaça de la Vila, Vilafranca del Penedès \| Carregat \| 4de9fa, Tde9f(c), 3de10fm(c), Pde8fm(c) \| Primera Tde9f carregada de la història. Primera Tde9f carregada dels Castellers de Vilafranca. Primera Tde9f carregada a Vilafranca del Penedès. \| \| \| 4 \| Castellers de Vilafranca \| 1 de novembre de 2005 \| Diada de Tots Sants \| Plaça de la Vila, Vilafranca del Penedès \| Intent \| Tde9f(i), 4de9f, 3de9sf(i), Tde8f, 3de9f, Pde8fm \| \| \| \| 5 \| Castellers de Vilafranca \| 30 d'agost de 2011 \| Diada de Sant Fèlix \| Plaça de la Vila, Vilafranca del Penedès \| Intent \| 4de9fa, Tde9f(i), Tde9fm, 3de10fm(i), 3de9f, Pde8fm \| \| \| \| 6 \| Castellers de Vilafranca \| 1 de novembre de 2011 \| Diada de Tots Sants \| Plaça de la Vila, Vilafranca del Penedès \| Carregat \| 3de10fm(i), 3de10fm(c), Tde9f(c), 5de9f, Pde6(c) \| \| \| \| 7 \| Castellers de Vilafranca \| 1 de novembre de 2012 \| Diada de Tots Sants \| Plaça de la Vila, Vilafranca del Penedès \| Carregat \| Tde9f(c), 4de9sf, 7de9f, Pde8fm \| Millor diada de la història fins a la Diada de Sant Fèlix del 2013 dels Castellers de Vilafranca. \| \| \| 8 \| Colla Vella dels Xiquets de Valls \| 21 d'octubre de 2018 \| Diada de Santa Úrsula \| Plaça del Blat, Valls \| Intent \| 4de9sf, 2de9sm(i), 3de10fm(id), 3de9sf(i), 3de9f, Pde6 \| Primer intent de 2de9sm a Valls. \| \| |                                   |                       |                                      |                                          |          |                                                        | |  |
| Núm. | Colla                             | Data                  | Diada                                | Plaça                                    | Resultat | Actuació                                               | Notes |  |
| 1 | Colla Vella dels Xiquets de Valls | 6 d'octubre de 2002   | XIX Concurs de castells de Tarragona | Plaça de braus, Tarragona                | Intent   | 4de9fp(c), 5de9f, 2de8sf(i), 2de9sm(i)                 | Primer intent de 2de9sm de la història. Primer intent de 2de9sm de la Colla Vella dels Xiquets de Valls. Primer intent de 2de9sm a Tarragona.    |  |
| 2 | Castellers de Vilafranca          | 1 de novembre de 2004 | Diada de Tots Sants                  | Plaça de la Vila, Vilafranca del Penedès | Intent   | Tde9f(i), 4de9f(id), 4de9f, Tde9fm, Pde8fm(i), Pde5    | Primer intent de Td9f dels Castellers de Vilafranca. Primer intent de Tde9f a Vilafranca del Penedès.                                            |  |
| 3 | Castellers de Vilafranca          | 30 d'agost de 2005    | Diada de Sant Fèlix                  | Plaça de la Vila, Vilafranca del Penedès | Carregat | 4de9fa, Tde9f(c), 3de10fm(c), Pde8fm(c)                | Primera Tde9f carregada de la història. Primera Tde9f carregada dels Castellers de Vilafranca. Primera Tde9f carregada a Vilafranca del Penedès. |  |
| 4 | Castellers de Vilafranca          | 1 de novembre de 2005 | Diada de Tots Sants                  | Plaça de la Vila, Vilafranca del Penedès | Intent   | Tde9f(i), 4de9f, 3de9sf(i), Tde8f, 3de9f, Pde8fm       | |  |
| 5 | Castellers de Vilafranca          | 30 d'agost de 2011    | Diada de Sant Fèlix                  | Plaça de la Vila, Vilafranca del Penedès | Intent   | 4de9fa, Tde9f(i), Tde9fm, 3de10fm(i), 3de9f, Pde8fm    | |  |
| 6 | Castellers de Vilafranca          | 1 de novembre de 2011 | Diada de Tots Sants                  | Plaça de la Vila, Vilafranca del Penedès | Carregat | 3de10fm(i), 3de10fm(c), Tde9f(c), 5de9f, Pde6(c)       | |  |
| 7 | Castellers de Vilafranca          | 1 de novembre de 2012 | Diada de Tots Sants                  | Plaça de la Vila, Vilafranca del Penedès | Carregat | Tde9f(c), 4de9sf, 7de9f, Pde8fm                        | Millor diada de la història fins a la Diada de Sant Fèlix del 2013 dels Castellers de Vilafranca.                                                |  |
| 8 | Colla Vella dels Xiquets de Valls | 21 d'octubre de 2018  | Diada de Santa Úrsula                | Plaça del Blat, Valls                    | Intent   | 4de9sf, 2de9sm(i), 3de10fm(id), 3de9sf(i), 3de9f, Pde6 | Primer intent de 2de9sm a Valls. |  |

## Colles

### Assolit
Actualment només una colla ha aconseguit carregar el 2 de 9 amb folre. La taula següent mostra la data, diada i plaça en què fou carregat per primera vegada:
| Núm. | Colla                    | Carregat      | Diada               | Plaça                                    | Descarregat    | Diada          | Plaça          |
| ---- | ------------------------ | ------------- | ------------------- | ---------------------------------------- | -------------- | -------------- | -------------- |
| 1    | Castellers de Vilafranca | 30 agost 2005 | Diada de Sant Fèlix | Plaça de la Vila, Vilafranca del Penedès | No descarregat | No descarregat | No descarregat |

### No assolit
Actualment hi ha 1 colla castellera que ha intentat el 2 de 9 amb folre, és a dir, que l'ha assajat i portat a plaça però que no l'ha carregat mai. La taula següent mostra la data, diada i plaça en què l'intentà per primera vegada:
| Núm. | Colla                             | Intent         | Diada                                | Plaça                     |
| ---- | --------------------------------- | -------------- | ------------------------------------ | ------------------------- |
| 1    | Colla Vella dels Xiquets de Valls | 6 octubre 2002 | XIX Concurs de castells de Tarragona | Plaça de braus, Tarragona |

## Estadística
| Resultat              |
| --------------------- |
| Descarregat (D)       |
| Carregat (C)          |
| Intent (I)            |
| Intent desmuntat (ID) |

Actualitzat el 31 de desembre de 2024

### Nombre de vegades
Fins a l'actualitat s'han fet 8 temptatives d'aquest castell entre 2 colles diferents. Mai s'ha aconseguit descarregar, s'ha carregat 3 cops i en 5 ocasions ha quedat en intent.
| Núm.        | Colla                             | Resultats globals | Resultats globals | Resultats globals | Resultats globals | Total | Resultats parcials | Resultats parcials | Resultats parcials |
| Núm.        | Colla                             | D                 | C                 | I                 | ID                | Total | Assolit (D+C)      | No assolit (I+ID)  | Caigudes (C+I)     |
| ----------- | --------------------------------- | ----------------- | ----------------- | ----------------- | ----------------- | ----- | ------------------ | ------------------ | ------------------ |
| 1           | Castellers de Vilafranca          | 0                 | 3                 | 3                 | 0                 | 6     | 3                  | 3                  | 6                  |
| 2           | Colla Vella dels Xiquets de Valls | 0                 | 0                 | 2                 | 0                 | 2     | 0                  | 2                  | 2                  |
| Total       | Total                             | 0                 | 3                 | 5                 | 0                 | 8     | 3                  | 5                  | 8                  |
| Percentatge | Percentatge                       | 0,0%              | 37,5%             | 62,5%             | 0,0%              | 100%  | 37,5%              | 62,5%              | 100%               |

### Poblacions
Fins a l'actualitat el 2 de 9 amb folre s'ha intentat a 3 poblacions diferents, de les quals només en una s'ha assolit. La població on s'ha intentat més cops aquest castell és Vilafranca del Penedès amb un total de 6 vegades (3 de carregades).
| Núm.  | Població               | D | C | I | ID | Total |
| ----- | ---------------------- | - | - | - | -- | ----- |
| 1     | Vilafranca del Penedès | 0 | 3 | 3 | 0  | 6     |
| 2     | Tarragona              | 0 | 0 | 1 | 0  | 1     |
| 3     | Valls                  | 0 | 0 | 1 | 0  | 1     |
| Total | Total                  | 0 | 3 | 5 | 0  | 8     |

### Temporades
La taula següent mostra les 8 ocasions en què ha sigut intentat per les colles al llarg de les temporades, des del primer intentat el 2002.
| Núm.  | Colla                             | 2002 |  | 2004 | 2005   |  | 2011   | 2012 |  | 2018 | Total  |
| ----- | --------------------------------- | ---- |  | ---- | ------ |  | ------ | ---- |  | ---- | ------ |
| 1     | Castellers de Vilafranca          |      |  | 1i   | 1c, 1i |  | 1c, 1i | 1c   |  |      | 3c, 3i |
| 2     | Colla Vella dels Xiquets de Valls | 1i   |  |      |        |  |        |      |  | 1i   | 2i     |
| Total | Total                             | 1i   |  | 1i   | 1c, 1i |  | 1c, 1i | 1c   |  | 1i   | 3c, 5i |

## Alineacions
| Assolits        | Enxaneta | Cassoleta | Dosos             | Sisens           | Quints     | Quarts    | Terços      |
| Sant Fèlix 2005 | Marçal   | Cesca     | Schuster-Marta B. | Eva-Alba         | Tonet-Marc | Toni-Xaio | Fèlix-Sergi |
| Tots Sants 2011 | Mariona  | Ariadna   | Nerea-Lucas       | Núria-Marta B.   | Tonet-Ivó  | Toni-Xaio | David-Sergi |
| Tots Sants 2012 | Mariona  | Ariadna   | Lucas-Pere        | Núria-Ariadna M. | Tonet-Ivó  | Toni-Xaio | David-Sergi |